# Liste der Monuments historiques in Villars-le-Sec
Die Liste der Monuments historiques in Villars-le-Sec führt die Monuments historiques in der französischen Gemeinde Villars-le-Sec auf.

## Liste der Objekte
| Bezeichnung       | Beschreibung    | Standort                                    | Kennzeichnung | Schutzstatus | Datum | Bild |
| ----------------- | --------------- | ------------------------------------------- | ------------- | ------------ | ----- | ---- |
| Kreuzwegstationen | Ölmalerei, 1843 | in der Kirche Nativité-de-Notre-Dame (Lage) | PM90000391    | Inscrit      | 1992  |      |